# 永久作物
永久作物（英語：Permanent crop），也称多年生作物，指的是只需种植一次，播种后可连续收获多年、收获后无需再行播种的作物，例如可可、咖啡、橡胶等。根据联合国粮农组织的定义，永久作物包括果树、葡萄树、坚果以及花灌木，但仅出产木材的树木不计在内。
多年生作物被一些科学家视作未来农业发展的方向之一，他们希望培养出多年生的玉米等常见粮食作物，以取代一年生作物。多年生作物根系深，需要较少的水和化肥，亦可帮助土壤保持矿物质，可以增加产量，可以控制水土流失，可以降低大气中的二氧化碳含量。